# Villar y Velasco
Villar y Velasco község Spanyolországban, Cuenca tartományban. Villar y Velasco Abia de la Obispalía községgel határos. Lakosainak száma 76 fő (2024).

## Népesség
A település népessége az utóbbi években az alábbiak szerint változott:
| Lakosok száma | 124  | 114  | 127  | 116  | 107  | 101  | 92   | 77   | 73   | 76   |
|               | 2001 | 2004 | 2006 | 2009 | 2011 | 2014 | 2016 | 2019 | 2021 | 2024 |